# 圭亚那国徽
圭亞那國徽為啟用於1966年，為一盾徽。中間三條波浪紋代表該國的河流等水體，上方的王蓮是該國國花。下方的麝雉為該國國鳥。笆上方有頭盔，飾以藍白花冠、土著的羽冠和鑽石。左右由持鎬（鑽石和鎬代表礦業）和甘蔗（代表農業）的美洲虎守護。下方綬帶書有國家格言「一個民族、一個國家、一個命運」。

## 英属圭亚那
| 英属圭亚那殖民地 |               | |
| 徽章             | 使用期限      | 备注 |
|                  | 1875–1906     | 英属圭亚那的殖民地徽章，基于荷兰西印度公司的印章。 描述满帆的帆船。 在此之前，殖民当局使用了英国皇家徽章。                 |
|                  | 1906–1955     | 徽章保持不变，但徽章周围带有金色表带，并带有拉丁格言“ DAMUS PETIMUS QUE VICISSIM”（“我们互赠互惠”）。 帆船的设计略有变化。 |
|                  | 1955年–1966年 | 1954年12月8日开始启用。 |